# Dolní Sokolovec
Dolní Sokolovec (německy Unter Sokolowetz) je obec v okrese Havlíčkův Brod v Kraji Vysočina. Je tvořena jediným katastrálním územím s názvem Horní Sokolovec. Obec se nachází v CHKO Železné hory. Žije zde 81 obyvatel.
U obce se nachází přírodní památka Písník u Sokolovce, kde na ploše 0,30 ha žije mnoho chráněných rostlin a živočichů, který je hned vedle PR Údolí Doubravy.

## Části obce
- Dolní Sokolovec
- Horní Sokolovec

## Historie
První písemná zmínka o obci pochází z roku 1454. Vesnice dostala své jméno od hradu Sokolov na nedalekých Sokolohradech. O obou Sokolovcích – svrchním a dolejším se píše v roce 1456. Domy byly snad vystaveny z torza zaniklého hradu.
Do roku 1800 nejsou dějiny úplně jasné. V tuto dobu patřily obě obce panství v Libici nad Doubravou a Franz Anton Seewald a po něm Josef Nachmiller zde provozovali sklářskou huť vyrábějídí duté křídové sklo. Určitě pracovala do roku 1809. V třetí třetině 20. století byla nedaleko u řeky Doubravy těžena uranová ruda.
V letech 2006–2010 působila jako starostka Lenka Kadlecová, od roku 2010 tuto funkci zastává Tomáš Frühbauer.
| Rok            | 1869 | 1880 | 1890 | 1900 | 1910 | 1921 | 1930 | 1950 | 1961 | 1970 | 1980 | 1991 | 2001 | 2006 | 2014 |
| Počet obyvatel | 259  | 285  | 246  | 226  | 246  | 240  | 216  | 169  | 184  | 156  | 109  | 87   | 92   | 94   | 86   |

## Pamětihodnosti
- Přírodní památka Písník u Sokolovce – má 0,51 ha a nachází se zde velké množství chráněných rostlin a živočichů

## Osobnosti
- Vladimír Borin (1902–1970), spisovatel, dramatik, publicista, satirik